# 실론가물치
실론가물치(학명: Channa orientalis)는 농어목 가물치과 가물치속에 속하는 민물고기로, 남서부 스리랑카의 그늘진 개천에 주로 서식한다. 같은 지역에 분포하는 난쟁이가물치와 혼동되기도 한다.